# Discman

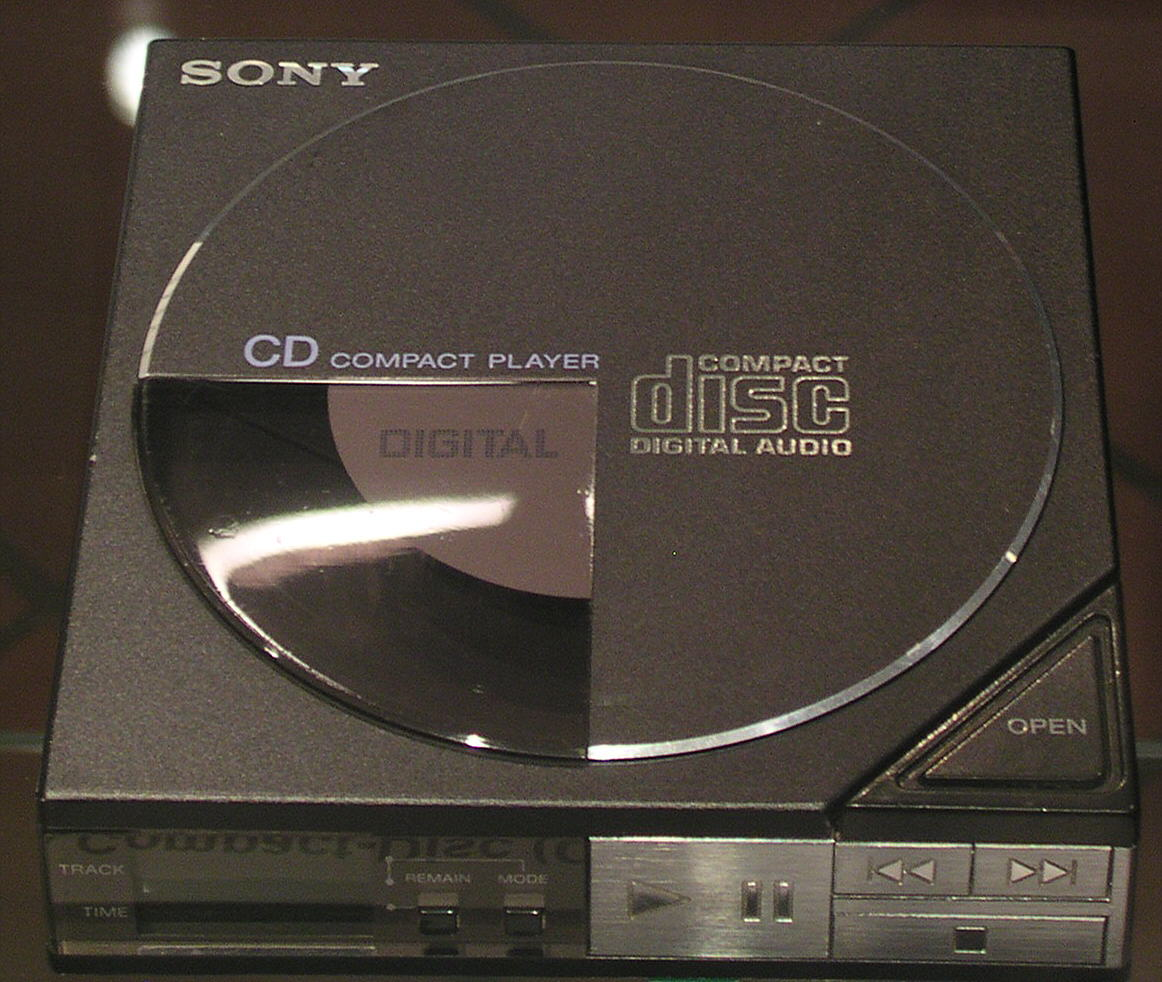
Discman D-50 de 1984.

Discman é um leitor de CDs portátil, bastante conhecido pela sua praticidade. A pioneira nesse formato de aparelho foi a Sony, com a estréia do seu D-50, entrando no mercado para substituir o walkman. Posteriormente, nesse ramo, chegaria a vez da entrada de sua antiga parceira Philips, em 1986, com seu CD-10. Eles deixaram de ser fabricado no inicio da década de 2010 quando perderam popularidade em geral. 
O produto foi lançado em 1984. No começo de suas vendas úteis obteve bastante sucesso, mesmo com seu preço de venda sendo muito alto (na maioria dos países era possível comprar um aparelho de CD doméstico comum pagando o mesmo preço), portanto era um artigo de luxo. Um fator que prejudicou o seu prestígio foi o grande consumo de pilhas que ele requeria, e a primeira versão do aparelho era grande e pesada.
Atualmente perdeu muito de seu espaço para os aparelhos de MP3 (aparelhos portáteis bem menores que armazenam músicas em chips ou na própria memória), tendo sido tecnologicamente superado por estes. Apesar de não estar mais a venda nas lojas, o aparelho ainda pode ser encontrado nos sites de Mercado Livre e OLX.